# Jaume Simó i Bofarull
Jaume Simó i Bofarull (Reus, 1884 – Torreón, Mèxic 1958) fou un polític català, germà de l'arquitecte Josep Simó i Bofarull.

## Biografia
Estudià a Reus i el batxillerat el feu als jesuïtes de Sarrià. Es llicencià en dret a la Universitat de Barcelona i de jove ingressà al Centre Nacionalista Radical, que formava part del Partit Republicà Radical. Amb aquest partit va ser escollit el 1919 alcalde de Reus on va presidir i impulsar la Diada de la Llengua Catalana a la ciutat i va crear la junta municipal d'extinció de la mendicitat. Durant la seva presidència es va catalanitzar el Centre de Lectura de Reus (1911-1912) i es va convocar el Primer Congrés d'Ateneus. En l'àmbit periodístic col·laboraria en publicacions com Semanario Católico de Reus (1903-1904), Pàtria Nova (1905), Germinal (1906), Foment (1908), La Columna de Foc (1918), Revista del Centre de Lectura, Diario de Reus (1902 i 1932), Estudis (1935) i als periòdics republicans El Poble i La República. Dirigí Athenaeum: revista del Centro de Lectura (1910-1911). Entrà a la lerrouxista Casa del Poble de la que en va ser l'indiscutible líder local.
Aconsellat per Lerroux, va anar a viure a Valladolid, ja que temia veure's implicat en l'assassinat de l'alcalde Manuel Sardà. Un sector de la població, propera a la FAI, el volia fer passar per culpable, però un ampli nucli de reusencs, incloses les revistes satíriques, el consideraven innocent. Un cop proclamada la Segona República Espanyola, s'afilià al Foment Nacionalista Republicà, però després ingressà al Partit Radical i fundà el Partit Radical Autònom de les Comarques Tarragonines (PRAT), amb el qual va ser elegit diputat al Parlament de Catalunya, de la mateixa manera que va ser elegit diputat a les eleccions generals espanyoles de 1931. Durant aquests anys també va ser nomenat governador civil de Girona. Per l'agost de 1936 va formar part del Jurat Popular de Tarragona, presidit pel president de l'Audiència Provincial. Aquesta institució es va formar a finals d'agost de 1936 quan un Decret de la Presidència del Consell de la Generalitat va crear els denominats “Jurats Populars per a la repressió del feixisme”, uns jurats que actuaven dins de les Audiències Provincials i imposaven les penes d'acord amb el Codi de Justícia Militar.
En acabar la guerra civil espanyola es va exiliar a Mèxic.